# Choe Kum-chol
Choe Kum-Chol (Pyongyang, 9 de fevereiro de 1987), é um futebolista Norte-Coreano que atua como atacante. Atualmente, joga pelo Nakhon Nayok, emprestado pelo Muangthong United.

## Gols internacionais
| #  | Data                   | Local                             | Oponente               | Placar | Resultado | Competição                              |
| -- | ---------------------- | --------------------------------- | ---------------------- | ------ | --------- | --------------------------------------- |
| 1. | 7 de junho de 2008     | Pyongyang, Coreia do Norte        | Turcomenistão          | 2–0    | Vitória   | Eliminatórias Copa do Mundo 2010        |
| 2. | 6 de setembro de 2008  | Abu Dhabi, Emirados Árabes Unidos | Emirados Árabes Unidos | 2–1    | Vitória   | Eliminatórias Copa do Mundo 2010        |
| 3. | 23 de agosto de 2009   | Kaohsiung, Taiwan                 | Guam                   | 9–2    | Vitória   | 2010 East Asian Football Championship   |
| 4. | 23 de agosto de 2009   | Kaohsiung, Taiwan                 | Guam                   | 9–2    | Vitória   | 2010 East Asian Football Championship   |
| 5. | 23 de agosto de 2009   | Kaohsiung, Taiwan                 | Guam                   | 9–2    | Vitória   | 2010 East Asian Football Championship   |
| 6. | 27 de dezembro de 2009 | Doha, Catar                       | Mali                   | 1–0    | Vitória   | 9th International Friendship Tournament |
| 7. | 30 de dezembro de 2009 | Doha, Catar                       | Catar                  | 1–0    | Vitória   | 9th International Friendship Tournament |
| 8. | 17 de março de 2010    | Torreón, México                   | México                 | 1–2    | Derrota   | Amistoso                                |